# 상일초등학교 (경기)
상일초등학교는 대한민국 경기도 부천시 원미구에 있는 공립 초등학교이다.

## 학교 연혁
- 2002년 3월 1일: 개교
- 1997년 9월 6일: 상일초등학교 설립 인가
- 2002년 3월 1일: 상일초등학교 개교 (12학급 편성)
- 2002년 3월 1일: 초대 김득환 교장 부임
- 2002년 11월 11일: 경기도 교육청지정 영재학급 운영 시범학교
- 2003년 10월 1일: 교육인적자원부 지정 방과 후 학교시설 활용 연구학교
- 2004년 2월 16일: 제2회 졸업 (총 졸업생 576명)
- 2004년 3월 1일: 44학급 편성
- 2005년 2월 18일: 제3회 졸업 (졸업생 318명)
- 2005년 3월 1일: 교육인적자원부지정 방과후학교 정책연구학교
- 2005년 3월 1일: 45학급 편성
- 2006년 2월 15일: 제4회 졸업 (졸업생 339명)
- 2006년 12월 20일: 학교평가 최우수교 표창
- 2007년 2월 15일: 제5회 졸업 (졸업생 326명)
- 2007년 3월 1일: 46학급 편성
- 2007년 9월 1일: 2대 정수균 교장선생님 부임
- 2008년 2월 21일: 제6회 졸업 (졸업생 329명)
- 2008년 3월 1일: 45학급 편성
- 2009년 2월 19일: 제7회 졸업 (졸업생 348명)
- 2009년 3월 1일: 46학급 편성
- 2009년 12월 8일: 학교 평가 우수교 표창
- 2010년 2월 11일: 제8회 졸업(졸업생 323명)
- 2010년 3월 1일: 46학급 편성
- 2011년 2월 16일: 제9회 졸업(졸업생 319명)
- 2011년 2월 28일: 학교교육연차보고서 우수교(교육감 표창)
- 2011년 3월 1일: 제3대 이근호 교장선생님 부임
- 2011년 3월 1일: 44학급 편성
- 2013년 2월 15일: 제10회 졸업(졸업생 286명)
- 2013년 3월 1일: 43학급 편성
- 2014년 2월 18일: 제11회 졸업
- 2014년 3월 3일: 42학급 편성

## 참고 자료
- 상일초등학교 - 한국교육학술정보원 학교알리미